# Western Canada Hockey League
Pour les anciennes ligues homonymes, voir Western Hockey League (homonymie).
La Western Canada Hockey League – Ligue de hockey de l'Ouest du Canada en français et également désignée par le sigle WCHL – est une ligue de hockey sur glace professionnelle fondée en 1921, originellement basée dans les Prairies canadiennes. La Ligue nationale de hockey (LNH) commence à devenir la ligue de hockey dominante en Amérique du Nord après la Première Guerre mondiale alors que pour l'Association de hockey de la Côte du Pacifique (PCHA) le contraire se passe ; aussi, afin de concurrencer la LNH, il est décidé qu'il faut plus d'équipes l'Ouest canadien et tout particulièrement dans les Prairies. C'est ainsi que la WCHL est née en 1921 en tant que « ligue sœur » de la PCHA. Contrairement à la LNH, qui modifie les règles du hockey pour en améliorer le jeu, cette ligue et la PCHL utilisent certaines anciennes règles du hockey, avec par exemple la présence d'un septième joueur sur la glace, le « rover ». Ce joueur est cependant retiré du jeu dès la deuxième saison de la ligue. À la création de la WCHL, renommée Western Hockey League en 1925, il est admis que l'équipe championne de la ligue affronte celle de la PCHA et que le vainqueur joue la finale de la Coupe Stanley contre l'équipe championne de la LNH.

## Historique

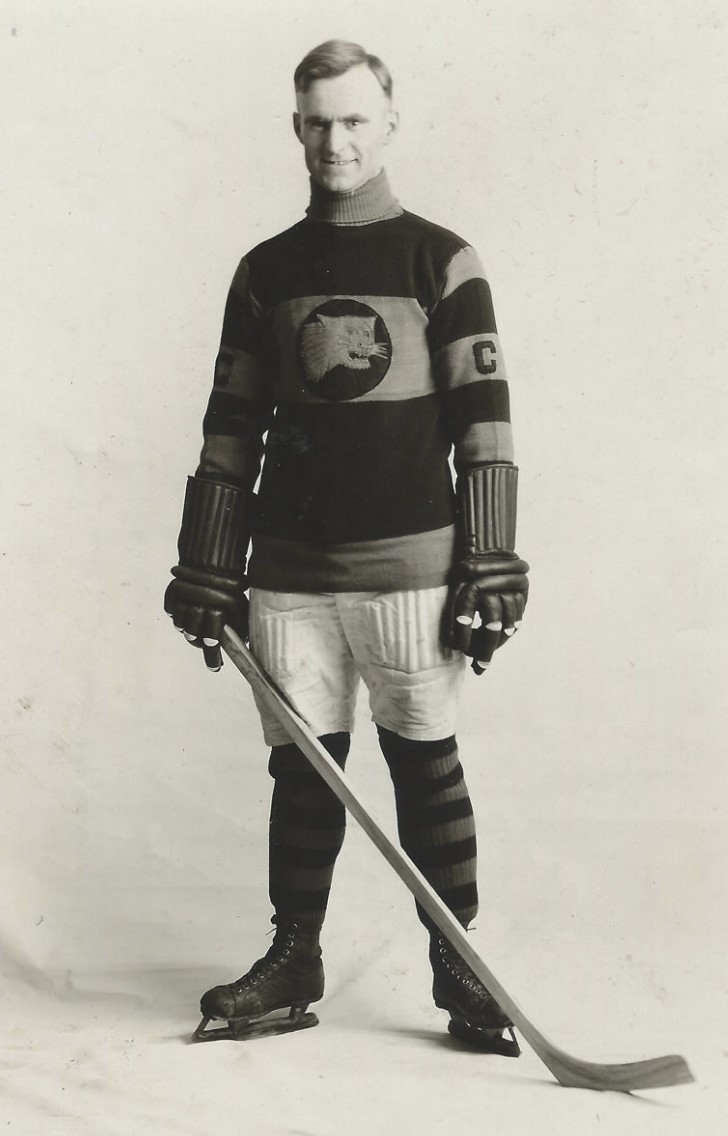
Barney Stanley, futur membre du Temple de la renommée du hockey et ancien des Tigers de Calgary.

- 1921-22 : la WCHL voit le jour avec quatre équipes : les Eskimos d'Edmonton, les Tigers de Calgary, les Capitals de Regina et les Sheiks de Saskatoon. Cependant, après seulement quelques mois d'activité, les Sheiks de Saskatoon présentaient déjà des difficultés financières. Il fut décidé qu'ils déménageraient pour régler le problème : ils devinrent les Sheiks de Moose Jaw. Les Eskimos terminent premiers au classement de la saison régulière, mais sont surpris en séries par les Capitals de Regina. Ces derniers affrontèrent donc les Millionnaires de Vancouver de l'Association de hockey de la Côte du Pacifique afin de déterminer qui allait affronter les St. Patricks de Toronto de la Ligue nationale de hockey. Vancouver remporte cet honneur, mais perd contre Toronto en finale de la Coupe Stanley.

- 1922-23 : Les Sheiks de Moose Jaw ne survivent pas à leur saison inaugurale et deviennent les Crescents de Saskatoon. Autant la PCHL que la WCHL éliminent la position de « rover », adoptant les règles modernes de un gardien, deux défenseurs et trois attaquants. De plus, les deux ligues s'entendent pour jouer des matchs inter-ligue, tout en conservant cependant des classements distincts. Les nouvellement rebaptisés Maroons de Vancouver remportent la saison régulière et les séries de la PCHL ; les Eskimos d'Edmonton font de même du côté de la WCHL. Les deux équipes s'affrontent donc et Vancouver sort champion ; ils perdent cependant en finale de la Coupe Stanley 3-1 dans la série trois-de-cinq.

- 1923-24 : Les Tigers de Calgary passent de la troisième place au classement général à la première ; inversement, les Eskimos d'Edmonton chutent en dernière place. Malgré les protestations des Canadiens de Montréal, finalistes de la LNH, la formule des séries éliminatoires est changée ; le président de la PCHA, Frank Patrick, insiste pour que l'équipe championne de la LNH affronte le champion de la PCHL d'abord - autrement dit, au lieu que les champions de la PCHA et de la WCHL s'affrontent pour décider de l'adversaire du champion de la LNH, ce dernier doit affronter les deux autres. Qu'à cela ne tienne : Montréal balaie Vancouver et Calgary et met la main sur le convoité trophée.

### La fin de la PCHA (1924-1925)
En 1924, les Metropolitans de Seattle déposent le bilan et les deux dernières équipes qui restent dans la PCHA rejoignent la WCHL : les Maroons de Vancouver et les Cougars de Victoria. Six équipes font désormais partie de la WCHL et vingt-huit rencontres sont programmées pour chaque formation. Avec seize succès et douze défaites, les joueurs de Victoria terminent troisième de la saison alors que Mickey MacKay de Vancouver est le meilleur réalisateur avec vingt-sept buts.
La série des demi-finales de la WCHL se joue entre les Cougars et les Crescents joue au total des buts sur deux rencontres ; la première, jouée à Victoria, se solde par la victoire des joueurs locaux sur le score de 3-1. Les deux équipes faisant match nul trois buts partout lors de la seconde rencontre, les Cougars sont qualifiés pour la finale de la WCHL. Deux matchs sont également prévus pour la finale : le premier est un match nul 1-1 et le second une victoire des Cougars sur le score de 2-0 avec un blanchissage de leur nouveau gardien Harry « Hap » Holmes. Les Cougars affrontent en finale de la Coupe Stanley les Canadiens de Montréal, champions de la saison 1924-1925 de la Ligue nationale de hockey.
Les quatre rencontres sont jouées dans l'Ouest du Canada, à Victoria pour le premier match, une victoire 5-2 des Cougars alors que la deuxième rencontre a lieu à Vancouver devant 11 000 personnes. Les joueurs de Victoria sortent une nouvelle fois victorieux 3-1. Les Canadiens se reprennent lors du troisième match, notamment grâce à leur joueur-vedette, Howie Morenz qui réalise un coup du chapeau pour la victoire 4-2 de Montréal. Lors du quatrième match, Victoria ne laisse aucune chance aux Canadiens en remportant le match 6-1 avec deux buts de Frank Fredrickson ; ils deviennent ainsi la dernière équipe ne faisant pas partie de la LNH à remporter la Coupe Stanley.

### La dernière saison de la WCHL (1925-1926)
Les salaires grimpant avec la percée de la LNH en sol américain, les clubs de la WCHL ont de plus en plus de difficulté à garder leurs vedettes. Les Capitals de Regina déménagent à Portland et ressuscitent le nom de Rosebuds de Portland, inutilisé depuis 1918. Ce déménagement entraîne un changement de nom de la ligue : le mot Canada est retiré et la ligue devient la Western Hockey League. Bill Cook des Sheiks de Saskatoon termine la saison avec quarante-quatre buts, le plus haut total de la ligue. Les Cougars sont une deuxième année de suite qualifiés pour les séries en terminant à la troisième place du classement ; ils jouent le premier tour des séries contre les Sheiks qui ont terminé deuxièmes du classement. Comme la saison passée, les joueurs de Victoria parviennent à se qualifier pour la finale de la WCHL en battant les joueurs de Saskatoon sur l'ensemble des deux rencontres : la première partie est un match nul 3-3 alors que Gord Fraser inscrit le seul but du match retour pour la qualification des Cougars. En finale de la WCHL, les Cougars remportent la première rencontre contre les Eskimos d'Edmonton sur le score de 3-1 puis un match nul 2-2 offre un second titre de champion de la WCHL aux joueurs de Victoria.
En finale de la Coupe Stanley, les champions en titre sont une nouvelle fois opposés à une équipe de Montréal, mais il s'agit alors des Maroons. La finale de la Coupe Stanley de 1926 est la dernière finale de l'histoire ouverte aux équipes ne faisant pas partie de la LNH et également la première édition dans la future célèbre patinoire du Forum de Montréal. La série tourne à l'avantage des joueurs locaux puisqu'ils remportent les premier et deuxième matchs par deux blanchissages 3-0 de leur gardien, Clint Benedict. Les Cougars parviennent à se reprendre lors de la troisième rencontre et remportent le match sur la marque de 3-2 mais Benedict est encore une fois l'homme de la soirée pour le quatrième match puisqu'il arrête tous les lancers qu'il reçoit ; à l'autre bout de la patinoire, Nels Stewart réalise un doublé et permet à son équipe de remporter la première Coupe Stanley de son histoire.
Cette saison marqua la fin de la ligue. Les difficultés financières étant bien trop grandes pour être surmontées, la ligue est dissoute et la LNH rachète l'ensemble des contrats des joueurs de la ligue pour 258 000 dollars. Cependant, des accords différents ont été faits afin de permettre l'expansion de la LNH. Les joueurs des Cougars ont été rachetés par la franchise de Détroit pour former les Cougars de Detroit (qui allait devenir plus tard les Red Wings) ; les Rosebuds, quant à eux, furent rachetés pour devenir les Black Hawks de Chicago.
Les autres équipes formèrent une ligue semi-professionnelle, la Prairie Hockey League (PrHL). La ligue ne dura que deux ans avant de cesser ses activités. Plusieurs ligues professionnelles mineures firent leur apparition dans les années qui suivirent dont une nouvelle Western Canada Hockey Ligue qui ne dura qu'une saison en 1932-33 avant de devenir la North West Hockey League et enfin la Pacific Coast Hockey League. Cependant, il faudra attendre jusqu'aux Canucks de Vancouver en 1970 avant que le hockey professionnel majeur ne revienne dans l'Ouest canadien.

## Équipes de la WCHL
| Nom                  | Ville     | Province / État      | Pays       | Première saison | Dernière saison | Remarque |
| -------------------- | --------- | -------------------- | ---------- | --------------- | --------------- | --- |
| Tigers de Calgary    | Calgary   | Alberta              | Canada     | 1921-1922       | 1925-1926       | |
| Eskimos d'Edmonton   | Edmonton  | Alberta              | Canada     | 1921-1922       | 1925-1926       | |
| Capitals de Regina   | Regina    | Saskatchewan         | Canada     | 1921-1922       | 1925-1926       | Devient les Rosebuds de Portland en 1925 |
| Rosebuds de Portland | Portland  | Oregon               | États-Unis | 1925-1926       | 1925-1926       | |
| Sheiks de Saskatoon  | Saskatoon | Saskatchewan         | Canada     | 1921-1922       | 1925-1926       | Devient les Crescents de Moose Jaw en février 1922 pour la fin de la saison Prend le nom de Crescents de Saskatoon par la suite puis celui de Sheiks de Saskatoon |
| Maroons de Vancouver | Vancouver | Colombie-Britannique | Canada     | 1924-1925       | 1925-1926       | |
| Cougars de Victoria  | Victoria  | Colombie-Britannique | Canada     | 1924-1925       | 1925-1926       | Remporte la Coupe Stanley en 1925 |

## Résultats par saison
| no | Saison    | Équipes engagées                  | PJ | Champion saison régulière | Meilleur compteur       | Champion séries éliminatoires | Coupe Stanley                      |
| -- | --------- | --------------------------------- | -- | ------------------------- | ----------------------- | ----------------------------- | ---------------------------------- |
| 1  | 1921-1922 | Cal - Edm - Reg - Sas             | 24 | Edmonton                  | Duke Keats (31 buts)    | Regina                        | -                                  |
| 2  | 1922-1923 | Cal - Edm - Reg - Sas             | 24 | Edmonton                  |                         | Edmonton                      | Ottawa (LNH) bat Edmonton 2-0      |
| 3  | 1923-1924 | Cal - Edm - Reg - Sas             | 30 | Calgary                   |                         | Calgary                       | Montréal C. (LNH) bat Calgary 2-0  |
| 4  | 1924-1925 | Cal - Edm - Reg - Sas - Van - Vic | 28 | Calgary                   | Mickey MacKay (27 buts) | Victoria                      | Victoria bat Montréal C. (LNH) 3-1 |
| 5  | 1925-1926 | Cal - Edm - Por - Sas - Van - Vic | 30 | Edmonton                  | Bill Cook (44 points)   | Victoria                      | Montréal M. (LNH) bat Victoria 3-1 |